# 贫血
貧血（英語：anemia）通常定義為血液中紅血球或血紅素總量下降的情形；也可定義為血液攜帶氧氣能力下降的情況。精确说来，贫血是外周血液中单位容积内正常且有效红细胞的红细胞计数（RBC count）、血红蛋白浓度（Hb concentration）及红细胞比容（hematocrit）低于同年龄、同性别、同种族、同海拔人群参考值低限，以至于运氧能力降低的一种病理状态。临床上，最常应用血红蛋白浓度作为贫血指标，红细胞比容次之。
當貧血慢性發作時，其症狀往往不明顯，可能包含疲倦、虛弱、呼吸困難或活動能力下降；有時急性發作，就會出現較為強烈的症狀，可能包含意識不清、感覺將要昏倒以及想喝更多水。在一個人面色蒼白得很明顯之前，就已經有顯著的貧血狀況了。依據不同病因，可能會出現額外的症狀。
貧血的原因總共分為三種主要類型：一為失血；二為紅血球製造數量下降；三為紅血球細胞分解增加。失血可能是由於創傷以及消化道出血等；紅血球製造減少的原因包括鐵質缺乏、維生素B12缺乏症、地中海型貧血、以及各種骨髓相關的腫瘤等等。造成紅血球分解增加的原因包括基因上的異常（例如鐮刀型貧血）、感染（例如瘧疾）、以及自體免疫性疾病。貧血也可以依紅血球的大小及每個紅血球中的血紅素量進行分類。如果紅血球較正常小，則稱為小球性貧血 (microcytic anemia)；如果較正常大則是巨球性貧血(macrocytic anemia)；如果大小在正常範圍內則屬於正常血球性貧血(normocytic anemia)。
貧血診斷標準可根據血紅素量(Hemoglobin)或血容比(血細胞壓積)(Hematocrit; Hct)。 在男性血紅素正常是130-140 g/L（13-14 g/dL），但女性正常是120-130 g/L（12-13 g/dL）。在男性血容比正常是41-50%，但女性血容比正常是36-44%。至於貧血的真正原因則需要更進一步的測試才能知道病因。
因红细胞容量测定复杂，临床常以血红蛋白浓度（Hb）、红细胞计数（RBC）、血容比(血细胞压积)（Hct）等指标替代，这就可能造成：
- 假性贫血：红细胞容量正常，但血容量增加导致血液稀释，使Hb、RBC、Hct等浓度指标下降。见于妊娠、充血性心力衰竭、脾大、低白蛋白血症、巨球蛋白血症等。
- 漏诊贫血：贫血伴血液浓缩时，Hb、RBC、Hct等浓度指标下降不及红细胞容量，可能导致漏诊。见于急性失血性贫血早期等。

對部分族群而言───比方說孕婦───服用鐵劑一類的營養補充品對預防貧血是有幫助的，但是並不推薦用在貧血原因尚不明的病人。進行輸血治療的時機一般視症狀而定。對於沒有症狀的病人而言，血紅素值只要不低於60-80 g/L（6-8 g/dL）就不建議給予輸血，這樣的標準也可以套用在部分急性出血的病人身上。紅血球生成刺激劑一般只建議用於嚴重貧血的患者身上。
貧血是血液疾病中最常見的一種，影響了全球四分之一的人口。全世界大約有十億人患有缺鐵性貧血。女性比男性更容易患病，而孩童、孕婦以及年長者也較容易患病。貧血會增加醫療照護的成本，也會讓患者失去工作的能力而降低其生產力。其英文名源自古希臘文：「ἀναιμία（anaimia）」，字根為「ἀν-（an-），否定」，以及「αἷμα（haima），血液」。

## 诊断
- 以血红蛋白浓度（Hb）为依据，适用于海平面居民：

| 标准     | 6月龄～6-岁 | 6岁～14岁 | 成年男性 | 成年女性 | 孕妇 |
| -------- | ----------- | --------- | -------- | -------- | ---- |
| 1972'WHO | <110        | <120      | <130     | <120     | <110 |
| 中国     | <110        | <120      | <120     | <110     | <100 |

- 小于6月龄的婴儿，血红蛋白浓度变化较大，中国小儿血液学组1989年初定的标准是：
  - 出生～28日龄：<145g/L
  - 1月龄～4月龄：<90g/L
  - 4月龄～6月龄：<100g/L
- 贫血是一种继发性改变，因此，贫血的病因诊断更为重要（详见贫血的病因）。

## 分度
依据血红蛋白浓度（Hb）分度
|        | 轻度     | 中度     | 重度    | 极重度 |
| ------ | -------- | -------- | ------- | ------ |
| 成人   | 下限～90 | 90-～60  | 60-～30 | <30    |
| 儿童   | 下限～90 | 90-～60  | 60-～30 | <30    |
| 新生儿 | 144～120 | 120-～90 | 90-～60 | <60    |

## 分型
- 依贫血发展速度分：急性贫血、慢性贫血。
- 依红细胞形态分：主要参考平均红细胞体积（MCV）
  - 大细胞性贫血：MCV>100fL。
  - 正细胞性贫血：MCV在80fL～100fL。
  - 小细胞性贫血：MCV<80fL。
- 依骨髓红系增生情况分：
  - 增生性贫血：
  - 增生不良性贫血：
- 依病因、发病机制分：
  - 红细胞生成减少性贫血
    - 造血原料异常所致贫血
    - 造血细胞异常所致贫血
    - 造血调控异常所致贫血

  - 红细胞破坏过多性贫血：即溶血性贫血
  - 失血性贫血

## 病因及发病机制

### 红细胞生成减少性贫血

#### 造血原料异常所致贫血
- 缺铁性贫血(Iron Deficiency Anemia)：铁體內鐵量不足所造成—主要是因為人體吸收不足（如胃切除、胃酸缺乏、偏食）；攝取太少（如懷孕、早產兒、癌症）；或因流失太多（如手術大量出血、月經、消化道潰瘍出血及痔瘡出血）所導致。患缺鐵性貧血時，必須注意是否有因胃潰瘍、胃癌、痔瘡等引起出血; 若為女性尚要注意是否有子宮肌腫或子宮癌，以便治療。主要以鐵劑治療[13]。國人正常成年男性對鐵的需求建議量約10 mg／天，女性因月經週期或懷孕期的需求建議量增加為15 mg／天。鐵通常以口服投藥，但是在特殊狀況下可以注射給藥[14]。口服鐵劑: (1) Ferrous sulfate（硫酸亞鐵）：由腸道吸收良好，是最常用的鐵劑。在酸性環境中有助吸收，因此可伴隨攝取酸性食物及Vit.C，雖然飯前口服吸收較好，但對胃腸道具有刺激性。(2) 類似藥物：Ferrous gluconate、Ferrous fumarate、Ferrous Succinate（為有機鐵劑，對胃刺激性較輕微）[14]。2. 注射鐵劑：快速補充鐵，當胃腸道手術時可使用注射製劑，臨床較少使用。(1) Iron dextran：深部肌肉注射或緩慢靜脈注射給藥。(2) 類似藥物：鐵—山梨醇(Iron sorbitol)只以深部肌肉注射給藥[14]。
- 铁粒幼细胞性贫血：多种原因导致的红细胞铁利用障碍。
- 巨幼细胞贫血(Megaloblastic Anemia)：叶酸和/或维生素B12，缺乏維生素B12或葉酸而易使造血系統的DNA合成異常，產生不成熟的巨母紅血球，此細胞攜氧功能差。缺乏維生素B12之原因有飲食缺乏、肝病造成利用不良，如果是缺乏內在因子(intrinsic factor)使Vit.B12吸收不足所造成之缺乏又稱惡性貧血(pernicious anemia)。治療上主要以Vit.B12及葉酸治療[13]。Folic acid（葉酸）為重要的水溶性B群維生素，在體內還原成四氫葉酸，可攜帶碳基，以供應紅血球生成。綠色蔬菜、酵母及小麥製品含有豐富的葉酸，攝取不足是缺乏葉酸的主因，其他如服用二氫葉酸還原酶抑制劑（如抗癌藥物及抗癲癇藥物）、酗酒者、小腸疾病吸收不良等會造成葉酸缺乏，或對葉酸需求量增加時（如白血病、懷孕及哺乳）也會造成葉酸缺乏[14]。Cyanocobalamin（維生素B12；Vit.B12）為細胞生長與複製時必須的輔酶，可由微生物發酵取得，肝臟、肉類、魚類及牛乳食品含量豐富。有些植物裡也擁有維生素B12:例如香菇、紫菜、海帶、大豆、全麥、糙米、海藻、小麥草、米糠、雛菊、大豆、泡菜、各種發酵的豆製品(例如：味噌湯、豆腐乳與豆豉)和酵母衍生食物(例如：無酒精啤酒)等等。另外有些植物像是綠藻的維生素B12含量還比動物性食物更多。東方醫學也指出例如當歸、明日葉、康復力等中草藥都含有維生素B12[來源請求]。一般維生素B12之製劑副作用小，常以肌肉、深部皮下或靜脈注射給藥30 mcg／天，亦有口服製劑1~25 mcg／天，惡性貧血之病人需長期持續的治療。類似藥物如Hydroxocobalamin、Cobamamide、Methycobalamin等[14]。

#### 造血细胞异常所致贫血
紅血球生成素(Erythropoietin; EPO)缺乏症：當人體缺氧時可刺激腎臟分泌紅血球生成因子，影響血漿中紅血球生成素原活化。洗腎或腎衰竭病人因無法分泌紅血球生成因子，造成紅血球生成素缺乏，而影響紅血球的生成，可以皮質醇及EPO治療。
- 纯红细胞再生障碍性贫血：骨髓红系造血干祖细胞异常。
- 先天性红细胞生成异常性贫血：遗传性红系造血干祖细胞良性克隆异常导致红系无效造血。
- 造血系统恶性克隆性疾病：多能造血干细胞或髓系干祖细胞异常干扰正常红系造血，如骨髓增生异常综合征、白血病等。
- 继发性骨髓抑制：见于苯、抗癌化疗药、氯霉素、金盐、电离辐射、病毒感染（如EBV、HIV、肝炎病毒、登革病毒）。

#### 造血调节异常所致贫血
- 针对造血细胞的自體免疫：
  - T细胞功能亢进，经细胞毒性T细胞和/或T细胞因子介导：参与再生障碍性贫血、阵发性睡眠性血红蛋白尿的形成。
  - B细胞功能亢进，经抗骨髓细胞抗体介导：见于免疫相关性全血细胞减少。
- 骨髓基质细胞及造血微环境异常：见于骨髓炎、骨髓坏死、骨髓纤维化、骨髓硬化症、大理石病、髓外肿瘤骨髓转移等。
- 造血调节因子水平异常：见于慢性病性贫血。其机制可细分为：
  - 正性造血调节因子水平低下：肾功能不全、慢性肝病、垂体功能低下、甲状腺功能减退均可导致EPO生成不足。
    - 肾衰，特别是双肾切除后，体内只剩下肾外（主要是肝脏）来源的EPO，因此EPO水平降至正常的10％。低下的EPO水平必然导致红系造血能力下降，因此，慢性肾衰，特别是双肾切除后的患者，如果没有输血或补充外源EPO的话，往往有严重的贫血，血红蛋白浓度常在50g/L以下。
    - 罕见的情况下，机体产生抗EPO抗体，此时血流中的EPO水平往往低至无法检测，可导致严重的纯红细胞再生障碍性贫血。
    - 慢性感染、炎症性疾病、肿瘤可导致IL-1、IL-6、TNFα等炎症因子释放，可抑制EPO的合成。

  - 负性造血调节因子水平升高：慢性感染、炎症性疾病、肿瘤可导致TNF、IFN等负性造血调节因子释放，抑制造血。

### 红细胞破坏过多性贫血（即溶血性贫血）

#### 红细胞异常所致溶血
- 血红素异常所致溶血
  - 先天性红细胞卟啉代谢异常：红细胞生成性血卟啉病。
  - 继发性红细胞卟啉代谢异常：铅中毒。
- 珠蛋白异常所致溶血
  - 珠蛋白肽链合成量的异常所致溶血：海洋性贫血。
  - 珠蛋白肽链的结构异常所致溶血：异常血红蛋白病。
- 遗传性红细胞酶缺乏所致溶血：如G6PD缺乏症、丙酮酸激酶缺乏等。
- 红细胞膜异常所致溶血
  - 遗传性红细胞膜缺陷：如遗传性棘形细胞增多症、遗传性口形细胞增多症、遗传性椭圆细胞增多症、遗传性球形细胞增多症。
  - 获得性血细胞膜GPI锚连蛋白异常：阵发性睡眠性血红蛋白尿。

#### 红细胞胞外环境异常所致溶血
- 免疫性溶血
  - 自體免疫性溶血
  - 同种免疫性溶血：血型不符所致的急性输血相关性溶血或慢性输血相关性溶血，新生儿溶血症。
- 血管性溶血
  - 微血管病性溶血：弥散性血管内凝血、血栓性血小板减少性紫癜、溶血尿毒综合征。
  - 血管壁反复挤压：行军性血红蛋白尿。
  - 血管壁异常：血管炎、瓣膜病、人工瓣膜植入术后。
- 物理因素：渗透压改变。
- 化学因素：氧化剂所致获得性高铁血红蛋白血症。
- 生物因素：疟疾、黑热病、蛇毒

### 失血性贫血
- 急性失血性贫血
- 慢性失血性贫血